# 出来町 (阿南市)
出来町（できまち）は、徳島県阿南市の町名。2014年3月31日現在の人口は245人、世帯数は102世帯。郵便番号は〒774-0007。

## 地理
阿南市の北東部に位置し、北は原ケ崎町、東は黒津地町、南は向原町、南西から西は西路見町に接する。

## 歴史
元は那賀郡富岡町西路見の一部で昭和33年に阿南市が誕生し、現在の町名となる。

## 施設
- 蛭子神社

## 交通

### 道路
国道
- 国道55号

### 路線バス
徳島バス
- 出来町西